# Stone (Worcestershire)
Stone – wieś w Anglii, w hrabstwie Worcestershire, w dystrykcie Wyre Forest. Leży 21 km na północ od miasta Worcester i 173 km na północny zachód od Londynu. W 2001 miejscowość liczyła 782 mieszkańców.